# Filatima platyochra
Filatima platyochra là một loài bướm đêm thuộc họ Gelechiidae. Loài này được tìm thấy ở California, Hoa Kỳ.
Sải cánh của loài này dài từ 17–18 mm.